# Borsttåtel
Borsttåtel (Corynephorus canescens) är ett gräs som växer på sandiga kustmarker.
Borsttåteln är torktålig och växer i en kompakt blågrå tuva. Bladen är hårda och tunna. Stråt blir 15-30 cm högt. Den silverfärgade vippan är efter blomningen hopfälld. Det ensamma agnborstet har en karaktäristisk klubblikt förtjockad ände. Förleden i det vetenskapliga namnet kommer från grekiskans koryne vilket betyder klubba.
Arten förekommer från södra Skandinavien över nordvästra Europa till Medelhavsregionen. Den saknas i Alperna och Centraleuropas medelhöga bergsområden. Dessutom finns gräset i Nordafrika, Nordamerika och Sydamerika.